# 金宇澄
金 宇澄（きん うちょう、1952年12月18日 — ）は、中華人民共和国の小説家。代表作に小説『繁花』。

## 略歴
原籍は江蘇省蘇州で、1952年に上海市に生まれた。父は中国共産党の党員、上海市の幹部。1954年、父が失脚し、宇澄は浙江省湖州市の五七幹部学校に下放され、労働に従事する。
1969年、文化大革命の時、「知識青年」として黒竜江省嫩江の農場で労働改造を受ける。
1977年、上海に帰り、電子機器の工員の仕事に就く。その後、滬西工人文化宮で働く。
1985年に執筆活動を開始し、処女作『失落的河流』は文芸誌『萌芽』に掲載された。
1988年に上海作家協会に入会した。また、『上海文学』の創作組担当編集となった。
2012年、長編小説『繁花』は第9回茅盾文学賞を受賞した。

## 日本語訳
- 「馬の声」 浦元里花訳 （火鍋子80号） 2013年
- 『繁花』上下 浦元里花訳 早川書房 2022年

## 映像化作品
- 『繁花』は、ウォン・カーウァイの監督によりドラマ化された[3]。